# Hipparchia cocles
Hipparchia cocles är en fjärilsart som beskrevs av Le Charles och Varin 1953. Hipparchia cocles ingår i släktet Hipparchia och familjen praktfjärilar. Inga underarter finns listade i Catalogue of Life.